# Приовражне
Приовра́жне — село (до 2011 року — селище) Кальчицької сільської громади Маріупольського району Донецької області в Україні. Населення — 285 осіб. Відстань до Нікольського становить близько 39 км і проходить переважно автошляхом Т 0523.

## Населення
За даними перепису 2001 року населення села становило 253 осіб, із них 32,41 % зазначили рідною мову українську, 66,8 %— російську, 0,4 %— білоруську та грецьку мови.